# Turnera steyermarkii
Turnera steyermarkii är en passionsblomsväxtart som beskrevs av M.M. Arbo. Turnera steyermarkii ingår i släktet Turnera och familjen passionsblomsväxter. Inga underarter finns listade i Catalogue of Life.